# Joosia dichotoma
Joosia dichotoma är en måreväxtart som först beskrevs av Hipólito Ruiz López och Pav., och fick sitt nu gällande namn av Gustav Karl Wilhelm Hermann Karsten. Joosia dichotoma ingår i släktet Joosia och familjen måreväxter. Inga underarter finns listade i Catalogue of Life.